# Coppa delle Coppe 1964-1965
La Coppa delle Coppe 1964-1965 è stata la 5ª edizione della competizione calcistica europea Coppa delle Coppe UEFA. Fu la prima edizione cui parteciparono i vincitori della Coppa del Belgio. Venne vinta dal West Ham Utd nella finale contro il Monaco 1860.

## Primo turno
| Squadra 1        | Totale | Squadra 2            | Gara 1 | Gara 2 | Gara 3       |
| ---------------- | ------ | -------------------- | ------ | ------ | ------------ |
| Losanna          | 2 - 1  | Honvéd               | 2 - 0  | 0 - 1  |              |
| Union Luxembourg | 0 - 10 | Monaco 1860          | 0 - 4  | 0 - 6  |              |
| Admira Vienna    | 1 - 4  | Legia Varsavia       | 1 - 3  | 0 - 1  |              |
| Valletta         | 1 - 8  | Saragozza            | 0 - 3  | 1 - 5  |              |
| Steaua Bucarest  | 5 - 0  | Derry City           | 3 - 0  | 2 - 0  |              |
| AEK Atene        | 2 - 3  | Dinamo Zagabria      | 2 - 0  | 0 - 3  |              |
| Magdeburgo       | 3 - 3  | Galatasaray          | 1 - 1  | 1 - 1  | 1 - 1 d.t.s. |
| Esbjerg          | 0 - 1  | Cardiff City         | 0 - 0  | 0 - 1  |              |
| Skeid            | 1 - 2  | Haka                 | 1 - 0  | 0 - 2  |              |
| Sparta Praga     | 16 - 0 | Anorthosis Famagosta | 10 - 0 | 6 - 0  |              |
| Porto            | 4 - 0  | Olympique Lione      | 3 - 0  | 1 - 0  |              |
| Gent             | 1 - 2  | West Ham Utd         | 0 - 1  | 1 - 1  |              |
| Torino           | 5 - 3  | Fortuna '54          | 3 - 1  | 2 - 2  |              |
| Slavia Sofia     | 3 - 1  | Cork Celtic          | 1 - 1  | 2 - 0  |              |

- Sporting Lisbona qualificata agli ottavi di finale in quanto detentrice del titolo.
- Dundee qualificata agli ottavi di finale per sorteggio.

## Ottavi di finale
| Squadra 1        | Totale | Squadra 2       | Gara 1 | Gara 2 | Gara 3 |
| ---------------- | ------ | --------------- | ------ | ------ | ------ |
| Haka             | 0 - 6  | Torino          | 0 - 1  | 0 - 5  |        |
| Legia Varsavia   | 3 - 2  | Galatasaray     | 2 - 1  | 0 - 1  | 1 - 0  |
| Slavia Sofia     | 4 - 5  | Losanna         | 1 - 0  | 1 - 2  | 2 - 3  |
| Dundee           | 3 - 4  | Saragozza       | 2 - 2  | 1 - 2  |        |
| West Ham Utd     | 3 - 2  | Sparta Praga    | 2 - 0  | 1 - 2  |        |
| Porto            | 1 - 2  | Monaco 1860     | 0 - 1  | 1 - 1  |        |
| Steaua Bucarest  | 1 - 5  | Dinamo Zagabria | 1 - 3  | 0 - 2  |        |
| Sporting Lisbona | 1 - 2  | Cardiff City    | 1 - 2  | 0 - 0  |        |

## Quarti di finale
| Squadra 1      | Totale | Squadra 2       | Gara 1 | Gara 2 | Gara 3 |
| -------------- | ------ | --------------- | ------ | ------ | ------ |
| Saragozza      | 3 - 2  | Cardiff City    | 2 - 2  | 1 - 0  |        |
| Torino         | 3 - 2  | Dinamo Zagabria | 1 - 1  | 2 - 1  |        |
| Legia Varsavia | 0 - 4  | Monaco 1860     | 0 - 4  | 0 - 0  |        |
| Losanna        | 4 - 6  | West Ham Utd    | 1 - 2  | 3 - 4  |        |

## Semifinali
| Squadra 1    | Totale | Squadra 2   | Gara 1 | Gara 2 | Gara 3 |
| ------------ | ------ | ----------- | ------ | ------ | ------ |
| West Ham Utd | 3 - 2  | Saragozza   | 2 - 1  | 1 - 1  |        |
| Torino       | 3 - 5  | Monaco 1860 | 2 - 0  | 1 - 3  | 0 - 2  |

## Finale
| Arbitro: | István Zsolt |

|                 |           |  |
| Sealey 70’, 72’ | Marcatori |  |

## Classifica marcatori
| Gol |  |  | Giocatore           | Squadra        |
| --- |  |  | ------------------- | -------------- |
| 6   |  |  | Pierre Kerkhoffs    | Losanna        |
|     |  |  | Václav Mašek        | Sparta Praga   |
|     |  |  | Ivan Mráz           | Sparta Praga   |
| 5   |  |  | Alfred Heiß         | Monaco 1860    |
|     |  |  | Otto Luttrop        | Monaco 1860    |
| 4   |  |  | Rudolf Brunnenmeier | Monaco 1860    |
|     |  |  | Brian Dear          | West Ham Utd   |
|     |  |  | Gerry Hitchens      | Torino         |
|     |  |  | Carlos Lapetra      | Real Saragozza |